# Симфония № 8 (Шостакович)
Симфония № 8 до минор, ор. 65 — симфония Дмитрия Шостаковича, написанная летом 1943 года и впервые исполненная 4 ноября того же года Симфоническим оркестром СССР под управлением Евгения Мравинского, которому и посвящена работа.
Произведению свойственны экспансивные эмоциональные выражения и монументальные музыкальные конструкции. Симфония не так популярна, как ряд других, но ей свойственны значительная глубина и драматичность. Круг образов, насколько это возможно для Шостаковича, типичен для тональности до минор и поэтому по тематике произведение сходно с Пятой симфонией Бетховена, Восьмой Брукнера и Второй Малера. Исаак Гликман, близкий друг Шостаковича, назвал Восьмую симфонию «самой трагической работой».

## Структура
Симфония состоит из пяти частей:
1. Adagio — Allegro ma non troppo
2. Allegretto
3. Allegro non troppo
4. Largo
5. Allegretto

## Состав оркестра
Симфония написана для оркестра в составе: 4 флейт (третья и четвертая дублируются флейтами-пикколо), 2 гобоев, английского рожка, 2 кларнетов, малого кларнета, бас-кларнета, 3 фаготов (третий дублируется контрафаготом), 4 валторн, 3 труб, 3 тромбонов, тубы, литавр, большого барабана, бубна, тарелок, малого барабана, треугольника, ксилофона, гонга и струнных.

## Приём
Была восторженно принята, но с 1944-го по 1956-й годы не исполнялась. В октябре 1956 года была исполнена Московским филармоническим оркестром под управлением Самуила Самосуда. И по сей день исполняется чрезвычайно редко.